# Pokój w Brześciu Kujawskim
Pokój w Brześciu Kujawskim – pokój kończący wojnę polsko-krzyżacką zawarty 31 grudnia 1435, którego inspiratorem i współtwórcą był biskup Zbigniew Oleśnicki.
Zakończył konflikt sprzymierzonych ze sobą Świdrygiełły (władcy części Litwy po Witoldzie) i Krzyżaków przeciwko Zygmuntowi Kiejstutowiczowi (prawowitemu następcy Witolda) i Królestwu Polskiemu. Świdrygiełło i Krzyżacy usiłowali oderwać Litwę od Korony. Próba ta zakończyła się klęską wojsk litewskich Świdrygiełły i krzyżackich w Bitwie pod Wiłkomierzem, w której zostali pokonani przez wojska polskie i litewskie Zygmunta Kiejstutowicza. W wyniku klęski rozpoczęto negocjacje, które odbyły się w Raciążku w dniach 16-17 października 1435 roku, które jednak nie doprowadziły do żadnych ustaleń i ustalono jedynie kolejne spotkanie w Służewie na dzień 6 grudnia. Tuż przed spotkaniem strona polska narzuciła nowe miejsce spotkania w Brześciu Kujawskim, gdzie wynegocjowano pokój wieczysty, ogłoszony następnie uroczyście w miejscowym kościele parafialnym. Ze strony Królestwa Polskiego postanowienia odczytał je biskup krakowski Zbigniew Oleśnicki, a ze strony Zakonu Krzyżackiego odczytał je biskup warmiński Franciszek Kuhschmalz. Uwieńczeniem uroczystości było odśpiewanie łacińskiego hymnu Te Deum laudamus. Gwarantem pokoju w Brześciu Kujawskim były stany pruskie mające od tego momentu prawo wypowiedzenia posłuszeństwa zakonowi w razie nieprzestrzegania warunków rozejmu. 
Na mocy ugody Zakon zobowiązał się zerwać sojusz ze Świdrygiełłą, oddać Zamek Dybów i zapłacić 9500 złotych węgierskich za złamanie traktatu mełneńskiego. Wielkim księciem litewskim został Zygmunt Kiejstutowicz.
Dokument polsko-litewski został opieczętowany podczas zjazdu generalnego szlachty w Sieradzu 4 marca 1436 roku. Do wymiany opieczętowanych dokumentów pomiędzy stronami doszło 1 sierpnia 1436 roku w Toruniu.